# ميري كوجاك
ميري كوجاك ممثلة سورية من مواليد دمشق 1986 خريجة المعهد العالي للفنون المسرحية بدمشق.

## عن حياتها
متزوجة من المخرج السوري سمير حسين ولديها ابنة تدعى لاريسا .

## أعمالها التلفزيونية[2]
- اوعى تضحك
- نزار قباني 2005
- بكرا أحلى 2005
- الوزير وسعادة حرمه 2006
- جحيم الأرض 2011
- سوق الورق 2011
- مغامرات دليلة والزيبق ( ج 2 ) 2012
- وعدتني يا رفيقي 2015
- عطر الشام 2016
- عطر الشام ( ج 2 ) 2017
- فوضى 2017
- ولادة من الخاصرة 1 (مسلسل)
- ولادة من الخاصرة 2: ساعات الجمر (مسلسل)